# 交響曲第16番 (モーツァルト)
交響曲第16番 ハ長調 K. 128 は、ヴォルフガング・アマデウス・モーツァルトが作曲した交響曲である。

## 概要
1772年の4月にザルツブルクの新しい大司教としてヒエロニムス・フォン・コロレド伯が赴任し、その就任祝賀行事のために5月にザルツブルクで作曲されたものである。
この曲と第17番ト長調 K. 129は共にメヌエットの楽章が省かれている。

## 楽器編成
オーボエ2、ホルン2、弦楽

## 構成
全3楽章の構成で、演奏時間は約13分。
- 第1楽章 アレグロ・マエストーソ
ハ長調、4分の3拍子、ソナタ形式。
- 第2楽章 アンダンテ・グラツィオーソ
ト長調、4分の2拍子、ソナタ形式。
- 第3楽章 アレグロ
ハ長調、8分の6拍子、ロンド形式。
第3楽章は「狩の音楽」と呼ばれる楽章 (ジーグ風ロンド) で、楽章のコーダ付近で狩猟ホルンが突如響くことから来ている。